# 紀元前4世紀

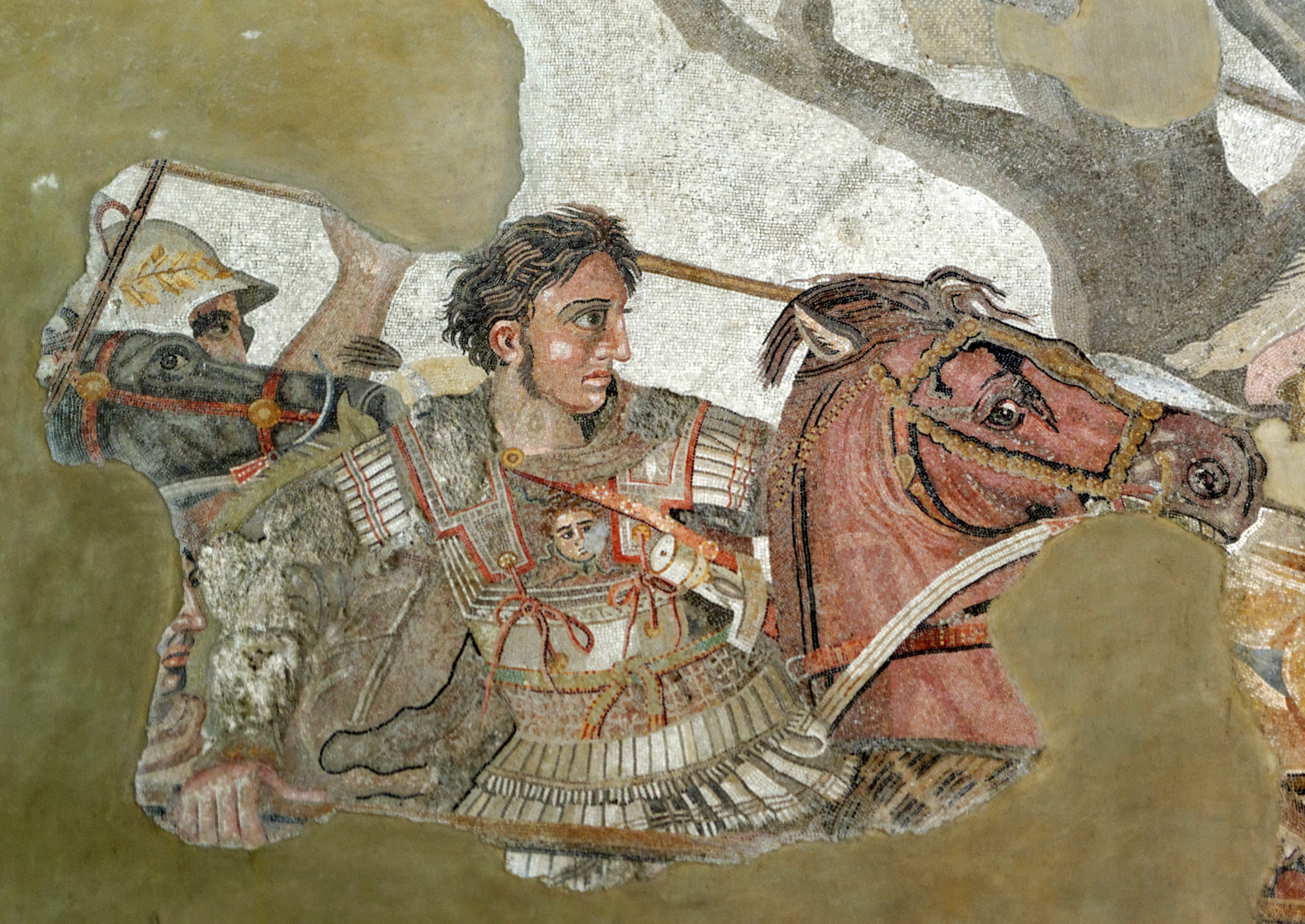
イッソスの戦い。画像はローマ時代のポンペイのモザイク壁画で、アケメネス朝のダレイオス3世と向かい合うマケドニアのアレクサンドロス大王（ナポリ国立考古学博物館蔵）。

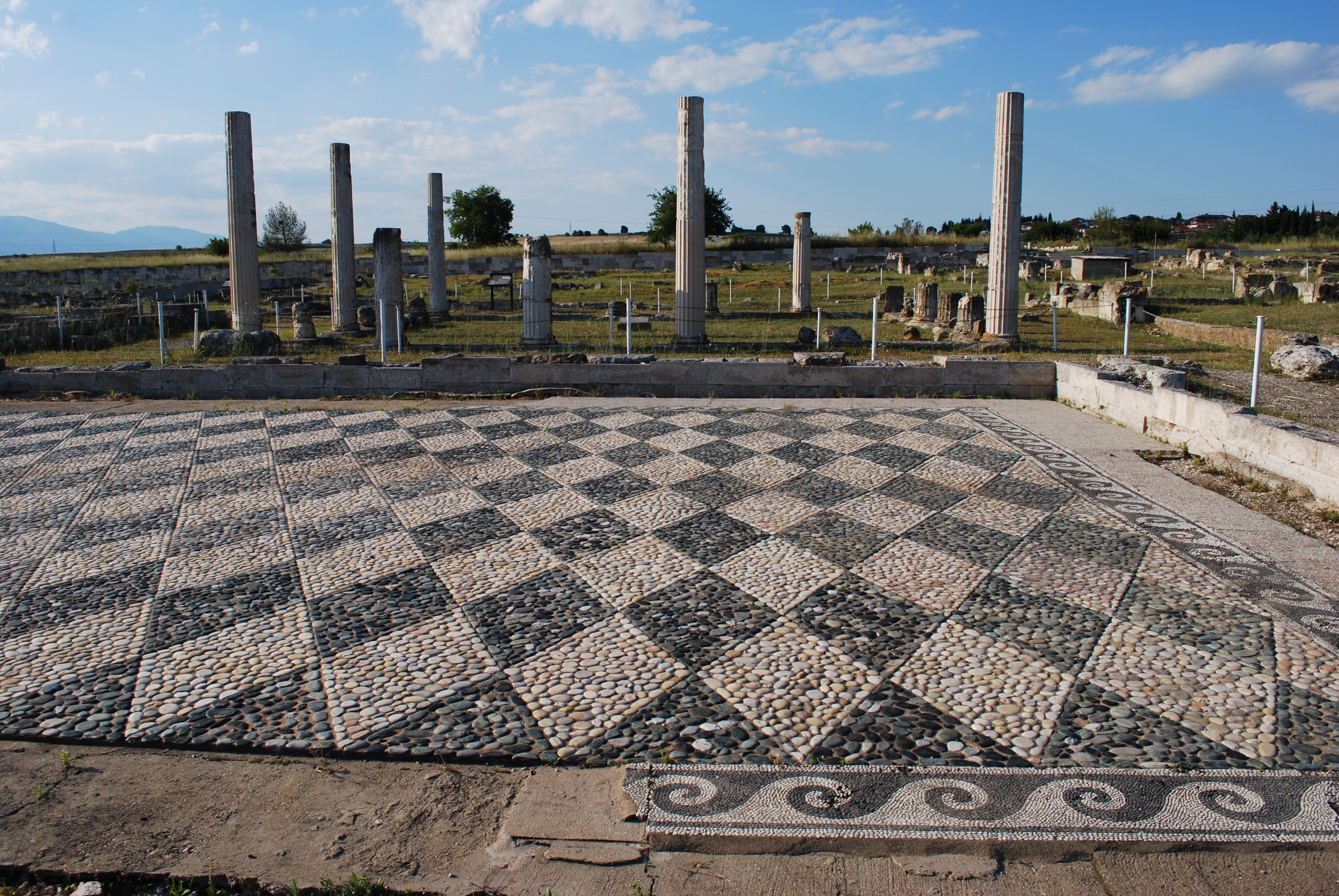
マケドニアの勃興。アレクサンドロス大王の父ピリッポス2世の時代からマケドニアは財力と軍事力によって周辺諸国を圧倒し始めた。画像はマケドニアの首都であったペラに残る「ディオニュソスの館」の遺跡。

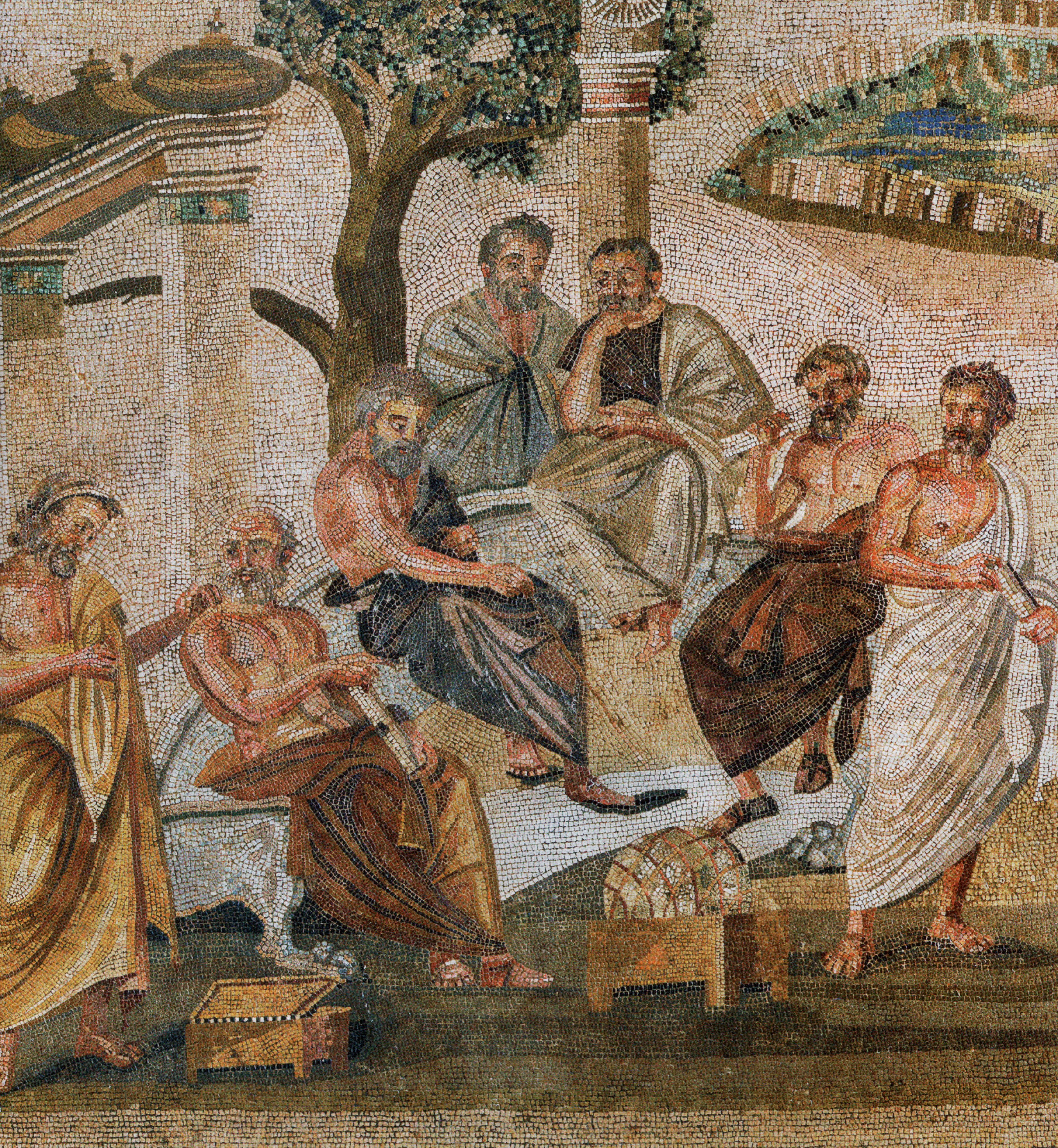
プラトンのアカデメイア学園。アカデメイア学園は古典古代を通じて教育機関の模範と見なされ、後世「アカデミー」の語源ともなった。画像はローマ時代のポンペイのモザイク壁画（ナポリ国立考古学博物館蔵）。

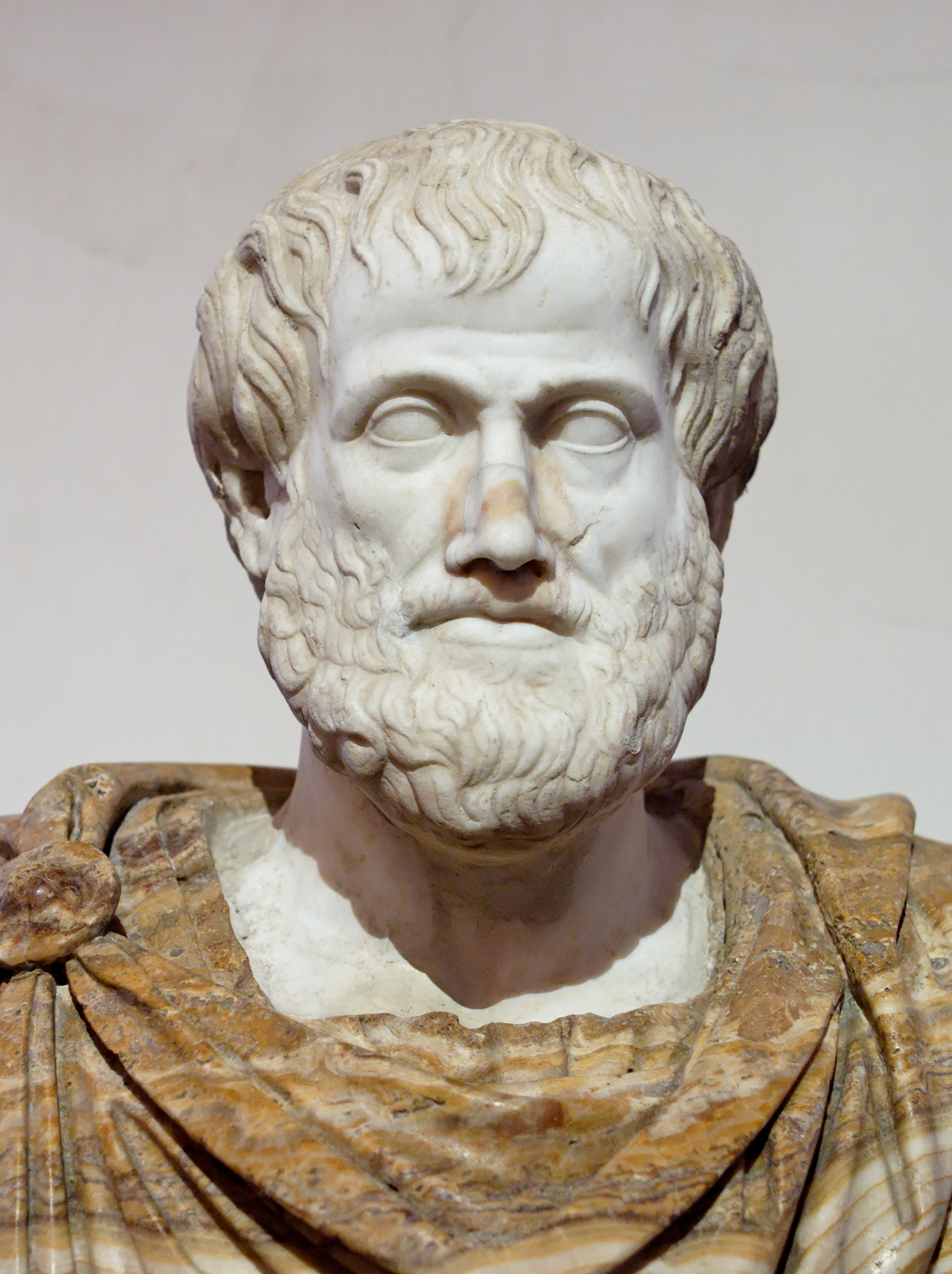
アリストテレス。『形而上学』を初めとする諸学に通じ、「万学の祖」として後世の学問に多大な影響を与えるとともに、アレクサンドロス大王の家庭教師を務めたことでも知られる。画像はローマ国立博物館所蔵の胸像。

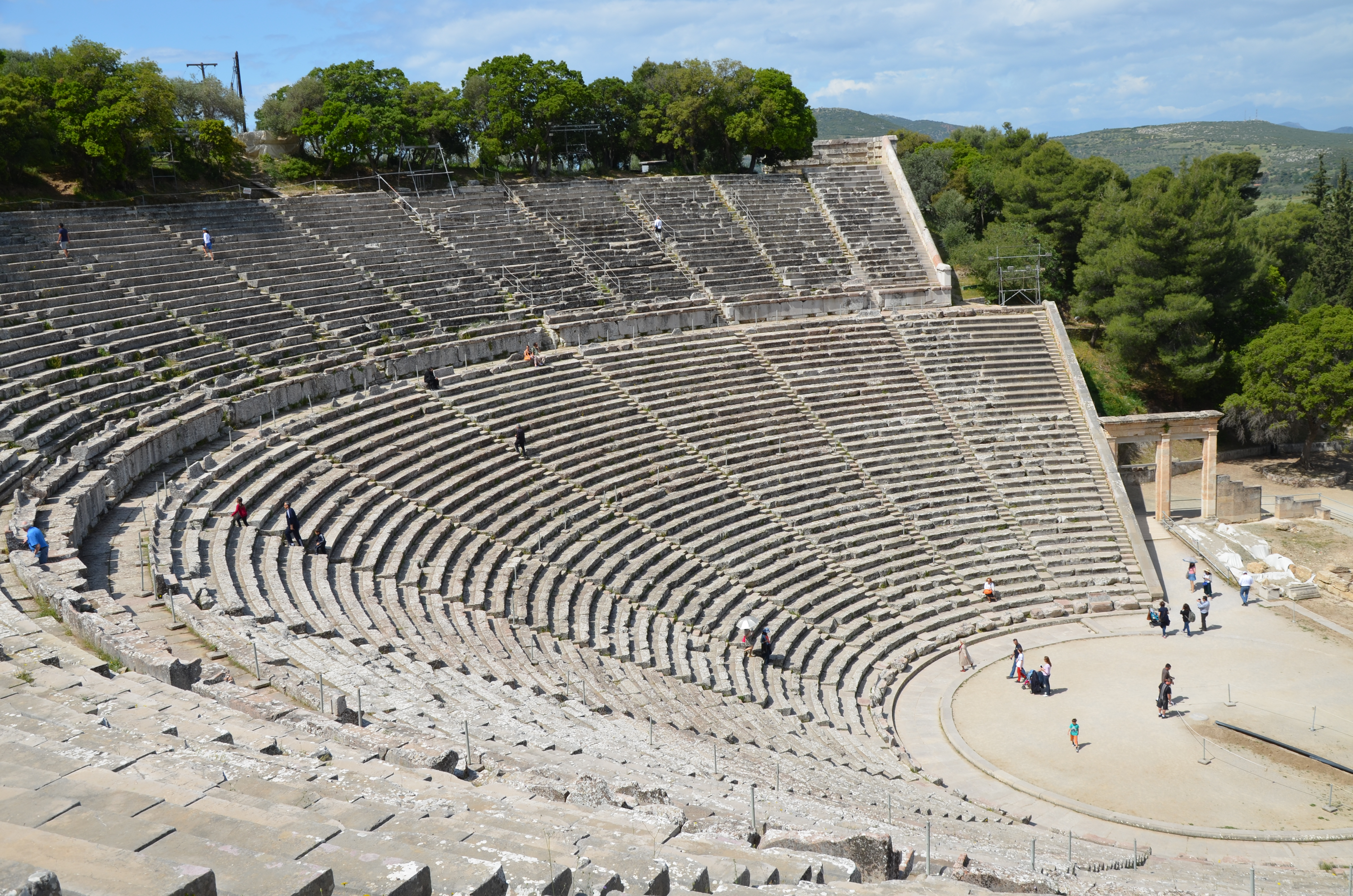
エピダウロスの劇場。古代ギリシアでは悲劇や喜劇が民衆に支持されていた。医療の神アスクレピオスの聖地でもあったエピダウロスの劇場はそれらの中でも最も保存状態が良く、この世紀に作られて以来、現在でも劇場として用いられている。

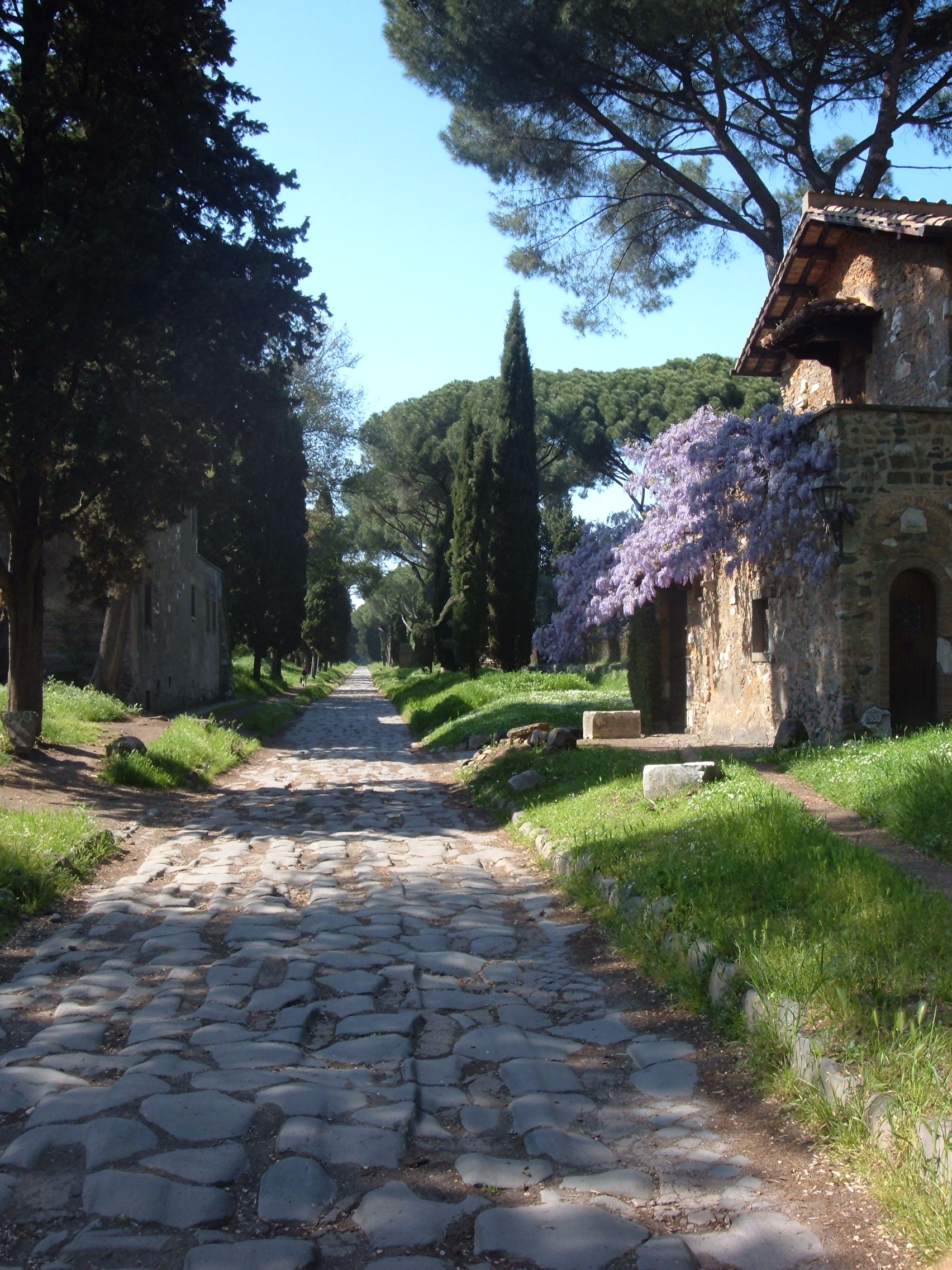
アッピア街道。「全ての道はローマに通ず」という言葉があるように、支配地域を拡大した都市国家ローマにとって軍事や運搬のための道路整備は不可欠だった。画像はクアルト・ミグリオ（Quarto Miglio）付近の街道の風景。

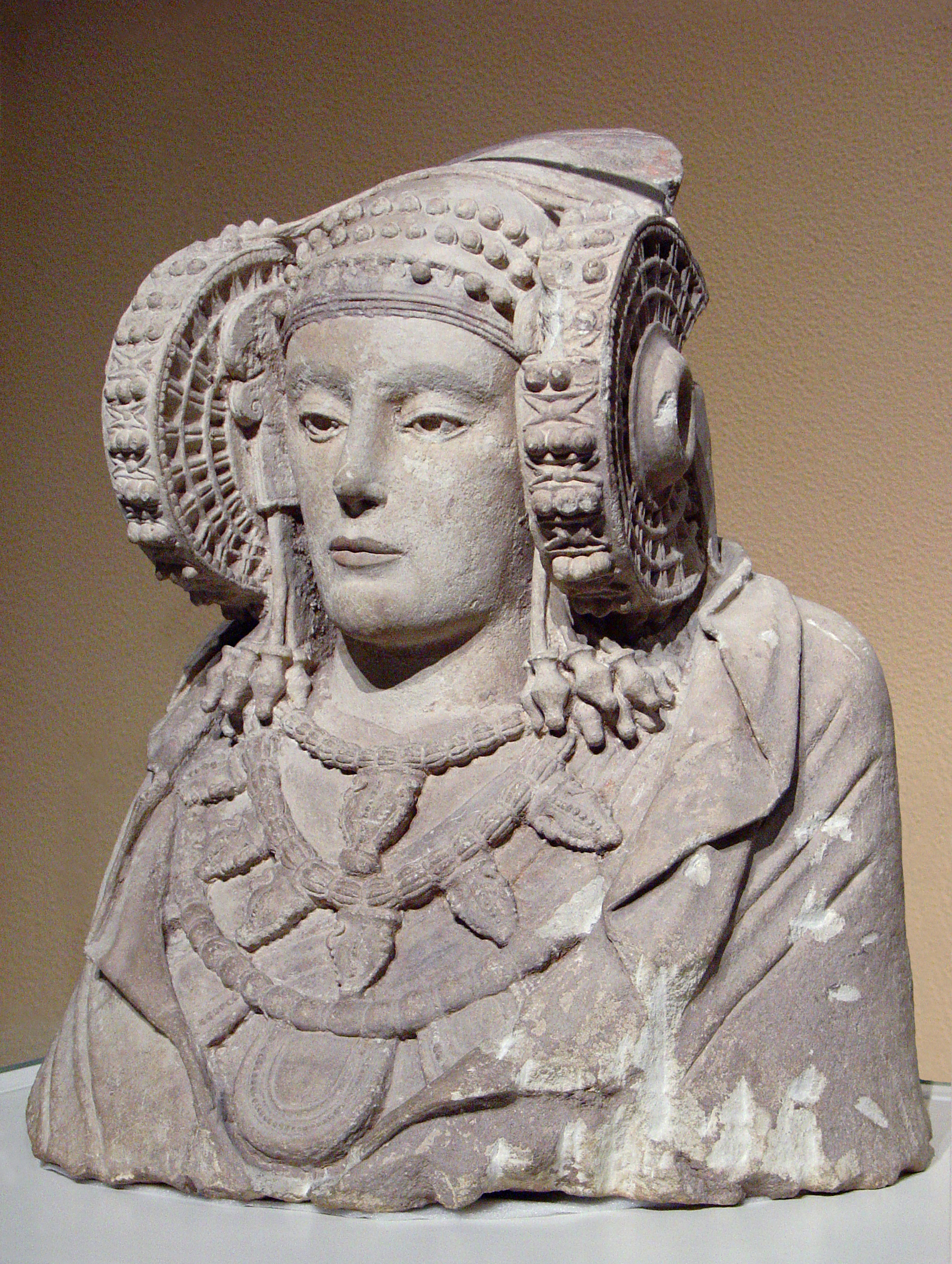
「エルチェの貴婦人」。フェニキア人の入植活動が盛んになる以前にイベリア半島にいた先住民イベリア人は独特な文化を発達させていた。イベリア人の文化を代表するこの貴婦人像はスペインのマドリッド国立考古学博物館に所蔵されている。

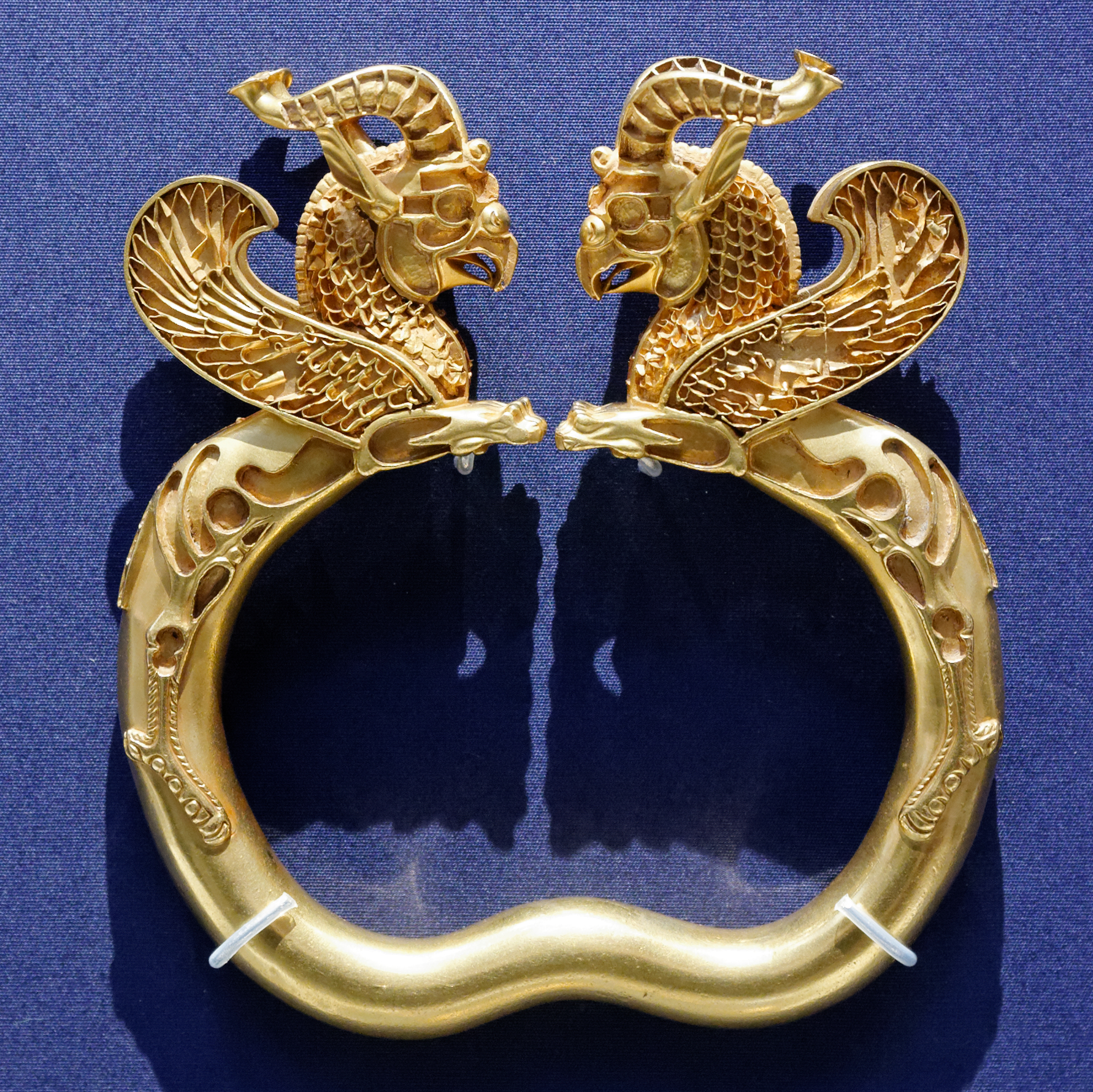
アケメネス朝の残照。大英博物館所蔵の「オクサスの遺宝」はマケドニアに滅ぼされたアケメネス朝の工芸の巧緻さを示すものとして名高い。画像はグリフォンをかたどった黄金の腕輪で紀元前5世紀から紀元前4世紀のもの。

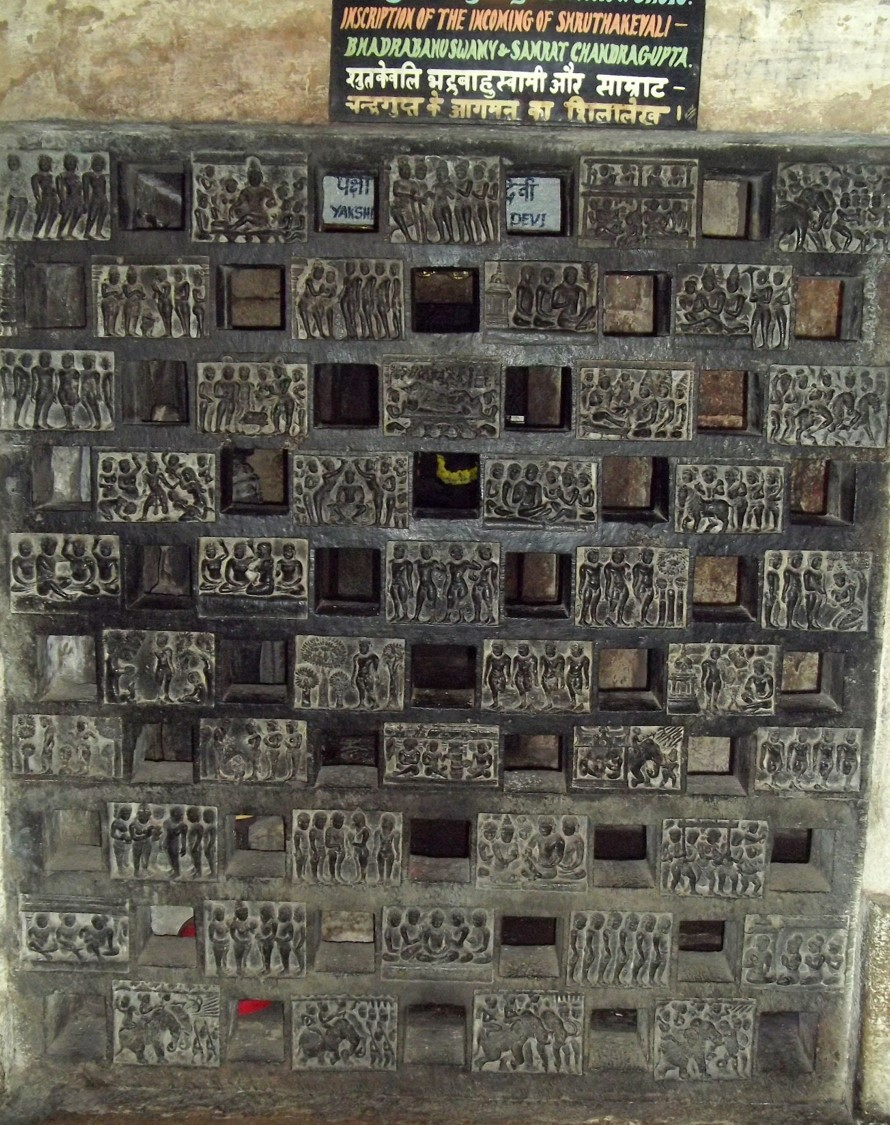
マウリア朝の成立。アレクサンドロス大王襲来の後、インドでも統一王朝の機運が高まった。画像はマウリア朝の初代君主（サムラート）チャンドラグプタがジャイナ教の師（スワミ）バドラバーフに帰依したことを記録した碑文で聖地シュラバナベラゴラに置かれているもの。

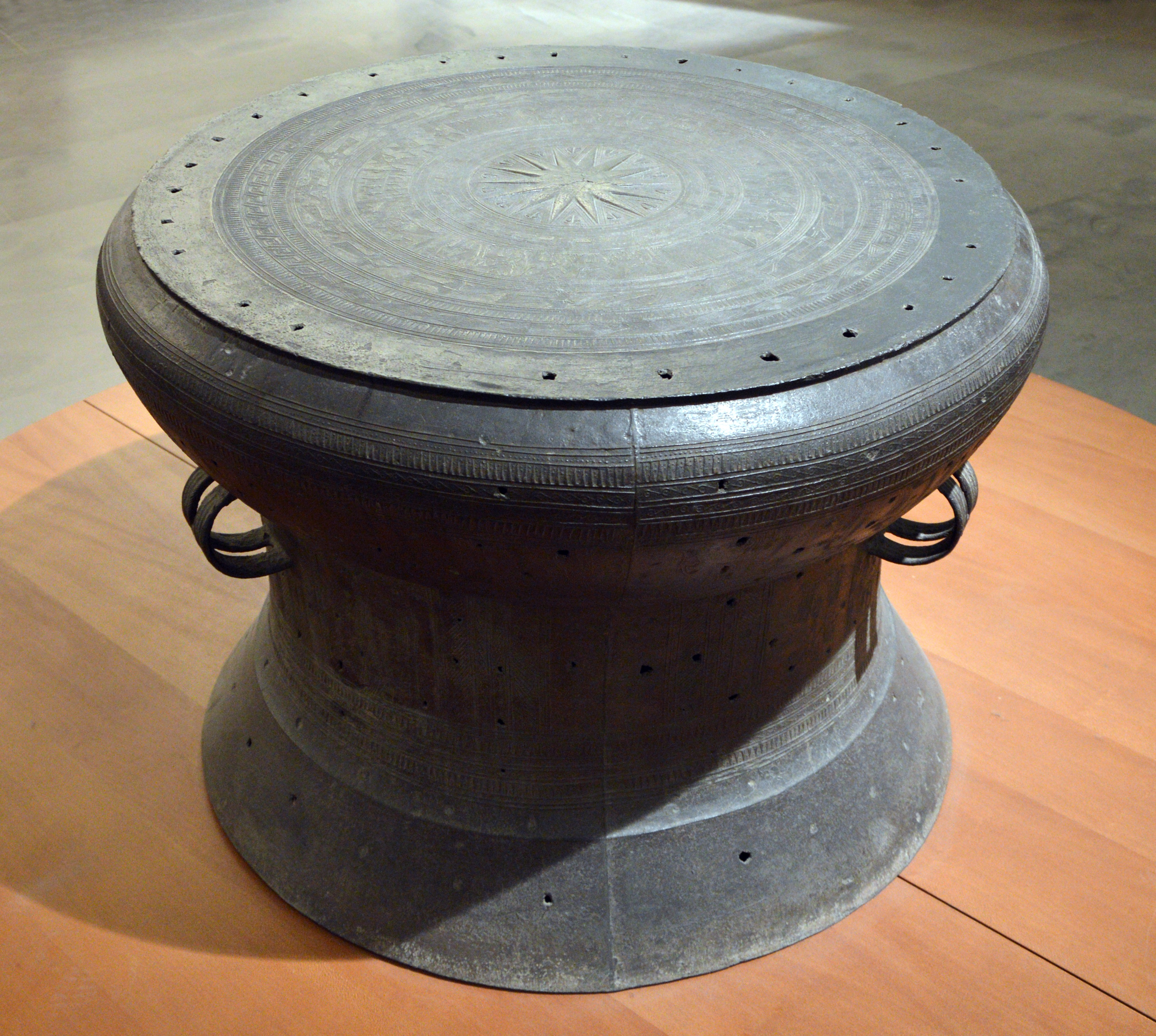
ドンソン文化(東山文化)。紀元前4世紀から紀元前1世紀にベトナム北部で発展した青銅器文化で、特に祭器としての銅鼓は中国雲南からインドシナ半島各地に伝播していく原型ともなった。画像はディエンビエンフー（奠邊府）のダー川（沱江）流域で発見された銅鼓。

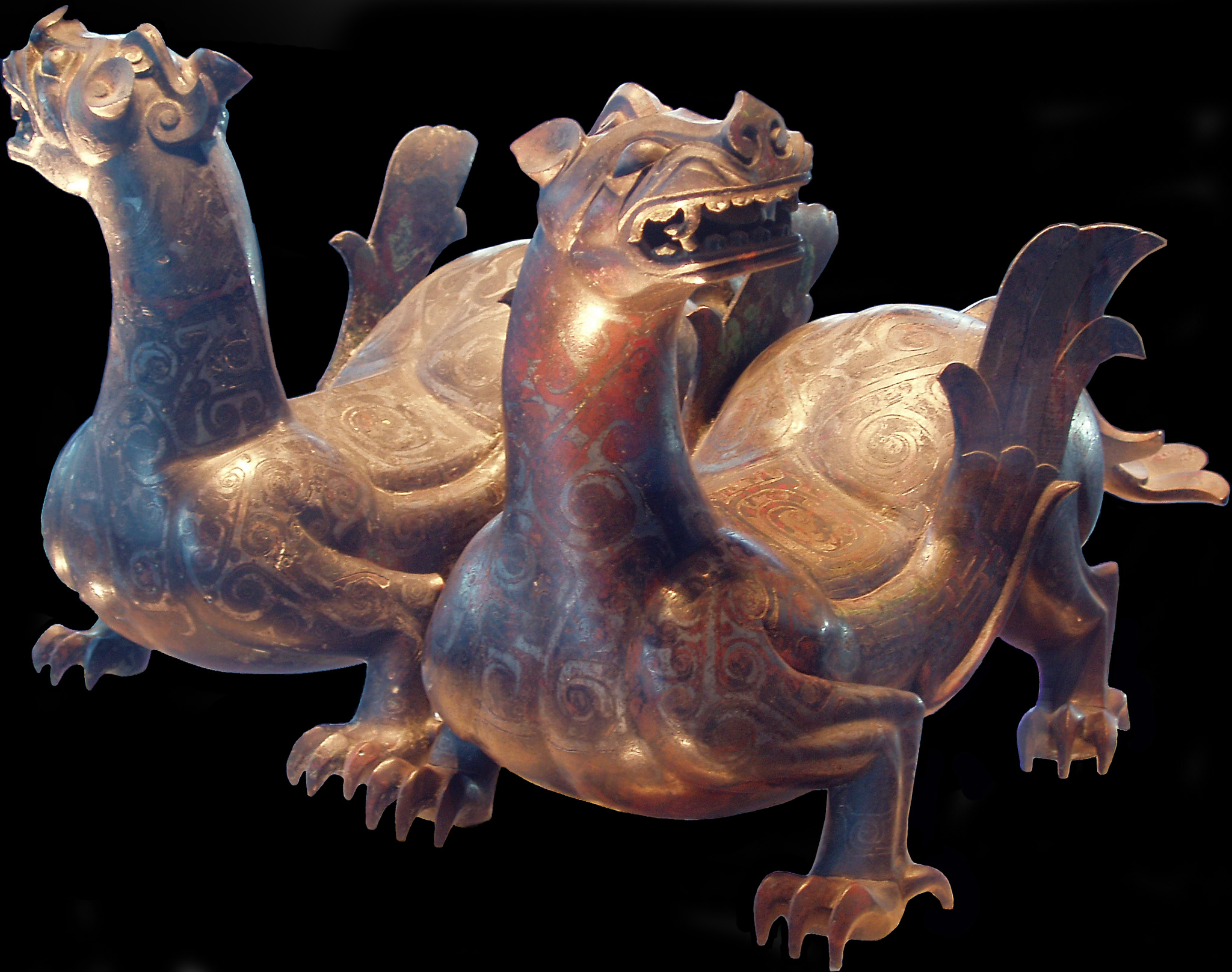
中山王墓。遊牧民族白狄を起源とする中山国は、戦国の大国に挟まれた小国であったが1970年代の発掘により中山王の王墓と大量の埋葬品が出土した。画像は出土した銀象嵌双翼神獣像。

紀元前4世紀（きげんぜんよんせいき）は、西暦による紀元前400年から紀元前301年までの100年間を指す世紀。

## できごと
- ケルト人がアイルランド島へ侵攻。
- イベリア人文化を代表する「バーサの貴婦人（英語版）（スペイン国立考古学博物館蔵）」や「エルチェの貴婦人（英語版）（同館蔵）」が作られる。
- デンマークのビェルスコウのピート・ボグ（泥炭湿原）に埋められていた湿地遺体トーロンマンはこの時代の人物か。
- マケドニア王国がギリシアを統一し、アケメネス朝を滅ぼす。
- トラキア（ブルガリア）の「パナギュリシテの遺宝（英語版）」が埋蔵される（ - 紀元前3世紀）。
- 小アジアのリュキア地方のデムレ近郊のミュラのネクロポリスが造営される。
- ロシアの南ウラル地方が中心地だったサルマタイ人によるプロホロフカ文化がヴォルガ川・ドン川流域に拡大する。
- ウクライナに「黄金の女性胸飾り（英語版）」が納められたトヴスタ・モヒーラ（トルスタヤ・モギーラ）古墳（ウクライナ語版）がスキタイ人により作られる。
- インドでシシュナーガ朝が興亡。
  - この王朝のカーラーショーカ王の時代に第2回仏典結集が行われたか。
  - 第2回仏典結集の後に仏教教団で根本分裂が起こり上座部と大衆部に別れたとされる。
- ベトナム北部で青銅器文化の東山文化（ドンソン文化）栄える。
- ラ・ベンタ（オルメカ文明）の衰退と放棄。

### 紀元前400年代
- 紀元前400年頃
  - メキシコのポポカテペトル山噴火。
  - 日本の弥生時代中期が始まる（2003年に公表された国立歴史民俗博物館グループの研究による）。
    - この時代を代表するのが鳥取県鳥取市の青谷上寺地遺跡（ - 紀元後200年頃）。

### 紀元前390年代
- 紀元前399年 - アテナイでソクラテスに死刑判決が出され処刑される。
- 紀元前396年 - エトルリア人の町ウェイイが共和政ローマのマルクス・フリウス・カミルスにより陥落。
- 紀元前396年頃 - ケルト系インスブレス族によりメディオラヌム（ミラノ）が建設される。
- 紀元前395年 - コリントス戦争勃発。
- 紀元前390年 - レカイオンの戦い（英語版）で、アテナイ将軍イフィクラテスが軽装歩兵（ペルタスト）軍を率い、スパルタの重装歩兵（ホプリタイ）軍に勝利する。

### 紀元前380年代
- 紀元前387年
  - アッリアの戦いに勝利したケルト系セノネス人がその王ブレンヌスに率いられローマ市を蹂躙。
    - 前独裁官マルクス・フリウス・カミッルスがローマを救援し、ケルト系セノネス人を追い払う。

  - 大王の和約（アンタルキダスの和約）によりコリントス戦争終結。
  - プラトンがアカデメイア学園を創設。
- 紀元前386年
  - 太公望の子孫が公位を継承してきた斉（姜斉）に代わり、田和が新たに田斉を建て、周の安王により諸侯と認められた。
  - 趙の敬侯が中牟（河南省鶴壁市）より邯鄲（河北省邯鄲市）に遷都する。

- 紀元前383年 - 秦の献公が雍城から櫟陽に遷都する。
- 紀元前381年 - 楚の悼王が死去し、庇護者を失った呉起は殺害される。
- 紀元前380年 - ネクタネボ1世がエジプト第30王朝を建てる。
  - ネクタネボ1世はフィラエ神殿・デンデラ神殿ほか記念建造物の造営を盛んに行う。

### 紀元前370年代
- 紀元前378年 - 最後の君主静公が退位を迫られ、晋が滅亡する。
- 紀元前375年 - 韓が鄭を滅ぼす。
- 紀元前374年頃 - 秦の献公の巡狩を記念して石鼓文が刻まれる（現存する中国の石刻文字資料としては最古のもの）。
- 紀元前371年 - レウクトラの戦いでテーバイがスパルタに勝利しギリシアの覇権を握る。
- 紀元前370年 - テーバイ軍がペロポネソス半島に侵攻し、スパルタ支配下にあったメッセニア人を解放。

### 紀元前360年代
- 紀元前367年 - 共和政ローマでリキニウス・セクスティウス法成立。
- 紀元前364年 - キュノスケファライの戦いでテーバイ軍がテッサリア軍に勝利するも、テーバイの指導者ペロピダスが戦死。
- 紀元前362年 - マンティネイアの戦いでアテネ・スパルタ連合軍がテーバイに勝利、テーバイの指導者エパメイノンダスが戦死。
- 紀元前360年頃 - 小アジアのリュキア地方クサントスで「パヤヴァの墓（英語版）」（大英博物館蔵)が作られる。

### 紀元前350年代
- 紀元前359年 - ピリッポス2世がマケドニア王に即位。
- 紀元前357年
  - ピリッポス2世がアンフィポリスを占領し、パンガイオン金山を含むトラキア地方を制圧。
  - ディオンがシュラクサイ僭主ディオニュシオス2世に対する反乱を起こす。
- 紀元前356年
  - ヘロストラトスがエフェソスのアルテミス神殿に放火。
  - 秦で商鞅の変法が始まる。
- 紀元前353年 - 田斉と趙の連合軍が孫臏の計略により魏と宋と衛の連合軍を破る（桂陵の戦い）。
- 紀元前350年 - 秦が咸陽に遷都。
- 紀元前350年頃
  - エピダウロスの円形劇場が建設される。
  - フランス南西部で「アグリの黄金兜（フランス語版）（アングレーム博物館（フランス語版）蔵）」が作られる。

### 紀元前340年代
- 紀元前347年 - プラトンが死去、甥のスペウシッポスがアカデメイア学園の学頭を継ぐ。
- 紀元前343年
  - アケメネス朝ペルシアがエジプトを再征服。ファラオのネクタネボ2世は逃亡しエジプト第30王朝が滅亡。
  - 第一次サムニウム戦争（ - 紀元前341年）。
- 紀元前342年 - アリストテレスがマケドニアの王子アレクサンドロスの師傅となり、都ペラ近郊にミエザの学園を作る。
- 紀元前341年 - 田斉が孫臏の計略により魏を破る（馬陵の戦い）。
- 紀元前340年 - 呉城の戦いで、秦が魏に勝利し黄河以西の領土を併合。魏は安邑から大梁へ遷都する。
- 紀元前340年頃 - 最古のヨーロッパのパピルス文書である「デルヴェニ・パピルス」はこの時期のもの。
  - これはマケドニアの貴族の墓から出土したもので、オルペウス詩を論じた注釈。

### 紀元前330年代
- 紀元前338年
  - ラティウム同盟が解体され、共和政ローマのもとで再編される。
  - カイロネイアの戦いでマケドニアがアテナイ・テーバイのギリシャ連合軍を破る。
  - リュキア・クサンテン付近で「レト神殿に捧げられた三言語碑文（英語版）」が建てられる。
  - 秦の孝公が死去し、庇護者を失った商鞅は処刑される。

- 紀元前337年 - マケドニアを盟主とするコリントス同盟が結成される。
- 紀元前336年 - アイガイにてピリッポス2世が暗殺され、息子のアレクサンドロス3世（大王）がマケドニア王に即位。
  - アイガイと推定されるヴェルギナ遺跡にピリッポス2世らマケドニア王族の墳墓が造営される。
- 紀元前335年
  - アレクサンドロス3世がテーバイの反乱を鎮圧し、テーバイ市街を破壊。
  - アリストテレスがアテナイにリュケイオン学園を創設。
- 紀元前334年
  - アレクサンドロス3世が東方遠征に出発する、小アジアに渡りグラニコス川の戦いで勝利。
  - 楚の威王が越王無彊を滅ぼす。
- 紀元前333年 - イッソスの戦いでアレクサンドロス3世がペルシア王ダレイオス3世の軍に勝利。
- 紀元前332年
  - アレクサンドロス3世によるティルス包囲戦とガザ包囲戦。
  - アレクサンドロス3世はエジプトに進軍し、シワ・オアシスのアメン神殿に詣でる。
    - ナイル川河口デルタのトニス・ヘラクレイオンの西方にアレクサンドリア市を建設。
- 紀元前331年  
  - ガウガメラの戦いでアレクサンドロス3世がペルシア王ダレイオス3世の軍に勝利。
    - 続いてアレクサンドロス3世はバビロンやスサを攻略。ウクシオンの戦い。ペルシス門の戦い。
    - アレクサンドロス3世によるペルセポリス炎上。

  - メガロポリスの戦いでマケドニアがスパルタの反乱を鎮圧する。
- 紀元前330年
  - ダレイオス3世が逃走中にバクトリア・サトラップのベッソスに殺害され、アケメネス朝は滅亡。
  - アレクサンドロス3世の命でマケドニア軍副総司令官のパルメニオンがメディアで処刑される。
- 紀元前330年頃 - サマリア人がゲリジム山に神殿を建てる。

### 紀元前320年代
- 紀元前329年 - アレクサンドロス3世によるソグディアナ・バクトリアの征服（ - 紀元前327年）。
  - ソグディアナに逃亡したベッソスが捕縛され、アレクサンドロス3世の命で処刑される。
  - 現在のタジキスタンのホジェンドにアレクサンドリア・エスカテ（最果てのアレクサンドリア）を建設。
- 紀元前328年 - マケドニア将軍クレイトス暗殺事件。アレクサンドロス3世とバクトリア王女ロクサネの結婚。マケドニア軍が鉄の門を超えてスワート渓谷（英語版）へ進軍。
- 紀元前327年 - アリストテレスの甥で歴史家のカリステネス（英語版）が処刑される。
- 紀元前326年
  - アレクサンドロス3世がヒュダスペス河畔の戦いでポロス王と戦う。インド中央への遠征は中止。
  - 第二次サムニウム戦争（ - 紀元前304年）。
- 紀元前325年頃
  - マッシリアの地理学者で探検家のピュテアスが北西ヨーロッパ旅行に出立。
  - イタリア中部ラツィオ州ヴルチ（英語版）のエトルリア系墳墓「フランソワの墓（英語版）」が造られる。
- 紀元前324年
  - スサの合同結婚式（英語版）、アレクサンドロス3世とダレイオス3世皇女スタテイラの結婚。
  - 秦の恵文王が王の称号を名乗る。
- 紀元前323年 - バビロンにてアレクサンドロス3世死去。バビロン会議の後にディアドコイ戦争始まる。
- 紀元前322年
  - ラミア戦争で、アテナイほかポリス連合軍がマケドニアに敗北
    - デモステネスらが処刑され各ポリスは独立を喪失。

  - エウボイア島のカルキスにてアリストテレスが死去。
- 紀元前321年 - 共和政ローマがサムニウム人に敗北、屈辱的な和議を結ぶ（カウディウムの屈辱）。

### 紀元前310年代
- 紀元前318年 - 函谷関の戦いで秦の樗里疾が楚・韓・趙・魏・燕の五国合従軍を撃退。
  - 五国合従軍側にオルドス地方の遊牧民族義渠が含まれていたがこれも撃退。
- 紀元前317年 - チャンドラグプタがマガダ国ナンダ朝を倒しマウリヤ朝を建国（ナンダ朝の滅亡（英語版））。
- 紀元前316年 - 秦が蜀を滅ぼす。
- 紀元前312年
  - セレウコス1世がバビロンを回復し、セレウコス朝シリアが開かれる。
  - 共和政ローマでローマ街道（アッピア街道）の建設を開始。
  - 藍田の戦いで、秦が楚を破る。
- 紀元前310年頃 - 河北省平山県上三汲郷の中山王墓が造営されたか。

### 紀元前300年代
- 紀元前309年 - カッサンドロスによりアレクサンドロス4世とその母ロクサネが処刑されアルゲアデス朝が断絶する。
- 紀元前307年
  - 趙の武霊王が「胡服騎射」を導入する。
  - 宜陽の戦いで秦の武王が韓に勝利し中原に道が開ける。
    - 武王は洛陽で鼎を持ち上げようとして急逝。武王の異母弟が即位し秦の昭襄王となる。
- 紀元前306年頃
  - 哲学者エピクロスがラムプサコス（英語版）からアテナイに移動し、学派の拠点「エピクロスの園」を創設する。
- 紀元前305年
  - プトレマイオス1世が王号を名乗り、プトレマイオス朝エジプトが開かれる。
  - ロドス包囲戦。
- 紀元前305年頃
  - セレウコス1世がティグリス川西岸に新都セレウキアを建設。
  - セレウコス1世とマウリア朝のチャンドラグプタが和平を結ぶ。
    - セレウコス1世がメガステネスを使者としてマウリア朝の都パータリプトラに派遣する。
- 紀元前305年頃 - 紀元前250年頃
  - 楚の「清華大学蔵戦国竹簡（清華簡）」が作成される。
- 紀元前301年 - イプソスの戦いによるアンティゴノスの没落。ディアドコイの領土配分がほぼ確定する。
- 紀元前301年頃 - キティオンのゼノンがアテナイのアゴラ・ストア・ポイキレ（彩色柱廊）で学派を形成（ストア派の始まり）。

## 人物

### 地中海世界

#### ギリシア
- ソクラテス（前469年頃 - 前399年） - 哲学者・市井での対話を通じて「無知の知」を探求・弟子にプラトンやクセノポン・死刑にされる
- トラシュブロス（？ - 前388年） - アテナイの政治家・三十人政権の寡頭政を打倒・僭主クリティアスらを戦死させ民主派政権を樹立
- アニュトス（生没年不詳） - アテナイの政治家・三十人政権を打倒しこの政権と関わったソクラテスをメレトスらと告発し刑死に追い込む
- アンタルキダス（英語版）（？ - 前367年） - スパルタの外交官・ペルシアのアルタクセルクセス2世と同盟しコリントス戦争を終結させる
- アゲシラオス2世（前444年頃 - 前360年） - スパルタ王（在位前400年頃 - 前360年）・マンティネアの戦いに勝利するもスパルタは没落
- イソクラテス（前436年 - 前338年） - 修辞学者でアッティカ十大雄弁家の一人・後年は親マケドニア派となりデモステネスと対立
- ディオニュシオス1世（前432年頃 - 前367年） - シチリア島のシュラクサイの僭主・アドリア海に覇を唱える・暴君で有名
- プラトン（前427年 - 前347年） - 哲学者・ソクラテスの弟子でアリストテレスの師・アカデメイア学園を創設・著作に『饗宴』ほか
- クセノポン（前427年？ - 前355年？） - 軍人・著述家として『ソクラテスの思い出』『アナバシス』『ギリシア史』がある
- エパメイノンダス（前420年？ - 前362年） - テーバイの将軍・政治家・レウクトラの戦いで神聖隊を率いスパルタ軍を破る
- イフィクラテス（前415年頃 - 前353年） - アテナイの将軍・軽装歩兵戦術でコリントス戦争でのレカイオンの戦いに勝利
- シノペのディオゲネス（前412年？ - 前323年） - 哲学者・アンティステネスの弟子でソクラテスの孫弟子・キュニコス派の一人
- シュラクサイのディオン（前408年 - 前354年） - シュラクサイの政治家・プラトンを招き僭主打倒を訴えるが失敗し暗殺される
- エウドクソス（前408年頃 - 前355年頃） - クニドス出身の数学者・天文学者・錐体の体積の証明や黄金比研究や「同心天球説」がある
- プラクシテレス（生没年不詳） - アテナイの彫刻家・等身大女性裸像を最初に作ったか・「クニドスのアプロディーテー」他がある
- スコパス（前395年頃 - 前350年） - パロス島出身の彫刻家・「ルドヴィシのアレス」「メレアグロス像」がある
- アギス3世（？ - 前331年） - スパルタ王（在位前338年 - 前331年）・マケドニアとメガロポリスの戦いで戦うも敗死する
- フォーキオン（前402年頃 - 前318年） - アテナイの将軍・政治家・カイロネイアの戦いからラミア戦争で退勢のアテナイを守る
- アリストテレス（前384年 - 前322年） - 哲学者・「万学の祖」・アレクサンドロス3世の家庭教師・著作に『形而上学』ほか
- デモステネス（前384年 - 前322年） - 政治家・弁論家・アテナイの指導者としてポリスの自立を訴え反マケドニア派を結集
- アペレス（生没年不詳） - 画家・アレクサンドロス大王に仕える・大プリニウス『博物誌』では空前絶後の画家として評される
- リュシッポス（生没年不詳） - シキュオン出身の彫刻家・アレクサンドロス大王に仕え大王の胸像を作る・「アポクシュオメノス」他も作成
- デイノクラテス（英語版）（生没年不詳） - 建築家・アレクサンドロス大王の都市計画に関与・焼失したアルテミス神殿の再建も手掛けたとされる
- ピュテアス（生没年不詳） - マッシリア出身の探検家・地理学者・ブリテン島から北欧各地を遍歴し調査する・著作はほとんどが散逸
- テオプラストス（前371年 - 前287年） - 哲学者・植物学者としては『植物誌』『植物原因論』があり「植物学の祖」と呼ばれる
- ピュロン（前360年頃 - 前270年頃） - 哲学者・古代の最初の懐疑論（不可知論）を唱えピュロン主義の起源となる
- メナンドロス（前342年 - 前292年/前291年） - 喜劇作家（新喜劇）・「サモスの女」「髪を切られる女」ほか断片が残る
- エウヘメロス（前4世紀後半 - 前3世紀前半） - 著作家・著作の『神論』では歴史的人物が神々と見なされたとするエウヘメリズムの説を展開

#### アレクサンドロス帝国とヘレニズム国家
- ピリッポス2世（前382年 - 前336年） - マケドニア国王（在位前359年 - 前336年）・カイロネイアで勝利・アレクサンドロス3世の父
- アレクサンドロス3世（大王）(前356年 - 前323年) - マケドニア国王（在位前336年 - 前323年）・東方遠征でアケメネス朝を滅ぼす
- ペルディッカス（？ - 前321年/前320年） - マケドニアの将軍・アレクサンドロス3世死後にバビロン会議を主導・ディアドコイの一人
- アンティパトロス（前397年 - 前319年） - マケドニアの将軍・ペルディッカス死後は帝国摂政となる・ディアドコイの一人
- アンティゴノス1世（前382年 - 前301年） - アンティゴノス朝マケドニアの初代国王（在位前306年 - 前301年）・ディアドコイの一人
- プトレマイオス1世（前367年頃 - 前283年頃） - プトレマイオス朝エジプトの初代国王（在位前323年 - 前285年）・ディアドコイの一人
- ネアルコス（前360年 - 前300年） - マケドニアの将軍・東方遠征で大王とは別動隊でインドからペルシア湾を航海し記録を残す
- リュシマコス（前360年 - 前281年） - トラキア・マケドニア国王（在位前306年 - 前281年）・ディアドコイの一人・コルペディオンの戦いで敗死
- セレウコス1世（前358年 - 前281年） - セレウコス朝シリアの初代国王（在位前312年 - 前281年）・ディアドコイの一人
- カッサンドロス（前350年 - 前297年） - マケドニア国王（在位前305年 - 前297年）・アレクサンドロス3世の遺族（母・妃・子）を滅ぼす

#### 共和政ローマとその周辺
- ブレンヌス（生没年不詳） - ケルト系セノネス族族長・アッリアの戦いでローマ軍に勝利しローマ市を占領する・後にカミルスに敗北
- マルクス・フリウス・カミルス（前446年 - 前365年） - ローマの軍人・ケルト人を追い払い「ローマ第二の創建者」と呼ばれる
- ガイウス・リキニウス・ストロ（生没年不詳） - ローマの護民官（前376年 - 前367年）・リキニウス・セクスティウス法制定
- ルキウス・セクスティウス・セクスティヌス・ラテラヌス（生没年不詳） - ローマの護民官（前375年 - 前367年）・リキニウス・セクスティウス法制定
- マルクス・ウァレリウス・コルウス（前370年 - 前270年） - ローマの政治家・伝説的な英雄・農民出身で100歳まで生きたという
- アッピウス・クラウディウス・カエクス（前340年 - 前273年） - ローマの政治家・執政官・独裁官・アッピア街道やアッピア水道を整備

### 北アフリカ・西アジア・中央アジア
- アルタクセルクセス2世（前430年頃 - 前358年頃） - アケメネス朝ペルシア王（在位：前404年 - 前358年）・「大王の和約」を締結
- マウソロス（？ - 前353年） - アケメネス朝支配下のカリアのサトラップ・死後に建てられたマウソロス霊廟は世界七不思議の一つ
- ネクタネボ2世（？ - 前343年以降） - エジプト第30王朝のファラオ（在位前360年 - 前343年）・アケメネス朝に追われた最後のファラオ
- ダレイオス3世（前380年？ - 前330年） - アケメネス朝ペルシア最後の王（在位前336年 - 前330年）・アレクサンドロス3世に敗退
- ベッソス（？ - 前329年？） - アケメネス朝のバクトリアの総督・敗退したダレイオス3世を謀殺・アレクサンドロス3世に処刑される

### 南アジア
- ヴァールミーキ（紀元前4世紀？） - インドの聖仙（リシ）・叙事詩『ラーマーヤナ』（完成は紀元後4世紀か）の著者とされる
- ヴィヤーサ（紀元前4世紀？） - インドの聖仙（リシ）・叙事詩『マハーバーラタ』（完成は紀元後4世紀か）の著者とされる
- マハーパドマ（生没年不詳） - インドのマガダ国ナンダ朝の最初の王か・ヴェーダの権威を認めない宗教家たちを保護したとも
- ポロス（？ - 前317年） - インドのパンジャーブ東部の王・ヒュダスペス河畔の戦いでは象部隊でアレクサンドロス3世と戦うが敗北
- チャンドラグプタ（生没年不明） - インドのマウリヤ朝の初代の王（在位前340年 - 前293年）・アレクサンドロス3世と親交あり？
- バドラバーフ（生没年不詳） - ジャイナ教第6代教団長で聖典伝承者・マウリヤ朝のチャンドラグプタ王の師と伝えられる
- マハーデーヴァ（生没年不詳） - インドの仏教の僧侶・阿羅漢を低く見る「大天の五事」により仏教教団の根本分裂を引き起こし大衆部の祖となる
- パーニニ（生没年不詳） - インドの文法学者・「アシュターディヤーイー（パーニニ文典）」のサンスクリット形態論で旧来の文法を刷新

### 中国（周・戦国時代）
- 扁鵲（生没年不明） - 春秋戦国時代の医師・半ば伝説的な人物で『難経（黄帝八十一難経）』の執筆者にも仮託される
- 墨子（前450年 - 前390年頃？） - 戦国時代の墨家の始祖で『墨子』の著者・「兼愛」「交利」「尚賢」「非攻」などの思想で有名
- 列子（活躍時期は前400年頃） - 戦国時代の道家の思想家・荘子に先立つ・『列子』が残るが実在を否定する説もある
- 田和（？ - 前385年） - 戦国時代の田斉の初代君主（太公）（在位前386年 - 前385年）・姜斉の康公を追放し自ら斉公を名乗る
- 呉起（？ - 前381年） - 戦国時代の軍人・政治家・思想家（兵家）・魯の元公や魏の文侯そして楚の悼王に仕え国政改革を行う
- 静公（生没年不詳） - 戦国時代の晋の最後の君主（在位前377年 - 前376年）・晋の三侯（韓哀侯・魏武侯・趙敬侯）に滅ぼされる
- 甘徳（生没年不明） - 戦国時代の田斉の天文学者・魏の石申とともに世界最古級の星表「甘石星経」を記したと伝えられている
- 威王（？ - 前343年） - 戦国時代の田斉の君主で初代王・暗君を装って数年間雌伏の後に斉を強国にしたことで知られる
- 鄒忌（生没年不明） - 戦国時代の田斉の政治家・威王と宣王に宰相として仕え政敵の田忌を斥ける・美丈夫であったことも有名
- 淳于髠（生没年不詳） - 戦国時代の田斉の威王に仕える・稷下の学の中心人物で鄒衍や田駢らと交わる・「鳴かず飛ばず」の故事でも有名
- 慎到（生没年不詳） - 戦国時代の田斉の稷下の学の一人・法家でも道家でもあったとされ『慎子』5編が断片的に残る・韓非子に影響を与える
- 孫臏（生没年不明） - 戦国時代の孫武の孫で兵法家・『孫臏兵法』の著者・斉の威王に仕え馬陵の戦いで魏の恵王を破る
- 田忌（中国語版）（生没年不詳） - 戦国時代の斉の将軍・孫臏の推挙により馬陵の戦いで指揮を執り魏に大勝利・後に宰相鄒忌と対立し楚に亡命
- 龐涓（生没年不詳） - 戦国時代の魏の将軍・孫臏を謀略で罪に陥れ排除した・馬陵の戦いでは孫臏の復讐により魏は大敗を喫し龐涓も戦死
- 恵王（前400年 - 前319年） - 戦国時代の魏の君主（在位前369年 - 前319年）・馬陵の戦いで敗北し秦の商鞅に攻撃され覇権喪失
- 尉繚（生没年不明） - 戦国時代の兵法家・魏の恵王との対話篇が残る・武経七書の一つ『尉繚子』を著したとされる
- 申不害（？ - 前337年） - 戦国時代の韓の政治家・釐侯に宰相として仕える・法家思想を援用し弱小国であった韓を安定させる
- 孝公（前381年 - 前338年） - 戦国時代の秦の君主（在位前361年 - 前338年）・商鞅の変法を支持し中央集権化策を推進
- 商鞅（？ - 前338年） - 戦国時代の秦の政治家・法家思想による国政改革を進めるが反対派により車裂きの刑に処される
- 恵文王（？ - 前311年） - 戦国時代の秦の君主で初代王（在位前338年 - 前311年）・孝公の子だが意に沿わぬ商鞅を粛清する
- 樗里疾（？ - 前300年） - 戦国時代の秦の王族・恵文王の異母弟・韓・魏・趙・燕・斉連合軍を撃破・知者で「智嚢」と呼ばれる
- 甘茂（生没年不詳） - 戦国時代の秦の政治家・樗里疾と並び恵文王から昭襄王まで仕える・宜陽の戦いを指揮し韓に勝利する
- 宣王（？ - 前324年） - 戦国時代の田斉の君主で威王の子・稷下の学を保護し孟子らを招聘・弟の靖郭君と甥の孟嘗君を重用し全盛期を現出
- 蘇秦（？ - 前317年？） - 戦国時代の縦横家・諸国を遊説し秦以外の燕・斉・趙・韓・魏・楚を同盟させた合従策で知られる
- 張儀（？ - 前309年） - 戦国時代の縦横家・秦の恵文王に仕え宰相となる・蘇秦の合従策に対し連衡策で諸国を秦と同盟させる
- 司馬錯（生没年不詳） - 戦国時代の秦の将軍・恵文王・武王・昭襄王の3代に仕えた・張儀との論戦に勝ち蜀を併合する
- 懐王（？ - 前299年） - 戦国時代の楚の王（在位前329年 - 前299年）・張儀の謀略で藍田で戦い秦に敗北・秦に幽閉され死去
- 武霊王（？ - 紀元前295年） - 戦国時代の趙の王（在位前326年 - 前298年）・胡服騎射を取り入れて趙を軍事強国とした
- 孟子（前372年？ - 前289年） - 戦国時代の儒家（性善説）・『孟子』を著し仁義に基づく王道政治を理想とする
- 楊朱（前370年頃？ - 前319年頃？） - 戦国時代の思想家・個人主義的な思想である為我説（自愛説）を主張・孟子と対立
- 恵施（前370年頃？ - 前310年頃？） - 戦国時代の思想家・政治家・名家に属すが公孫竜とは立場が異なる・荘子と接点あり
- 荘子（前369年？ - 前286年？） - 戦国時代の道家の思想家・諸侯の招聘を拒否し隠棲・著作『荘子』では万物斉同の思想を展開
- 昭王（前335年 - 前279年） - 戦国時代の燕の王（在位前308年 - 前279年）・斉への復讐のため楽毅らの賢才を募る
- 郭隗（生没年不詳） - 戦国時代の燕の学者・昭王に仕え「隗より始めよ」の故事で知られるよう楽毅・劇辛・鄒衍らの賢才を集める端緒となった

## 発明・発見
- ローマ人、水道橋を初めて建設。
- 中国でふいごの使用が始まる。
- アレクサンドリアの大灯台の建設が始まる。